# Diocesi di Stockton
La diocesi di Stockton (in latino Dioecesis Stocktoniensis) è una sede della Chiesa cattolica negli Stati Uniti d'America suffraganea dell'arcidiocesi di San Francisco. Nel 2022 contava 237.657 battezzati su 1.458.140 abitanti. È retta dal vescovo Myron Joseph Cotta.

## Territorio
La diocesi situata nella Valle Centrale della California comprende le contee di Alpine, Calaveras, Mono, San Joaquin, Solano, Stanislaus e Tuolumne.
Sede vescovile è la città di Stockton, dove si trova la cattedrale dell'Annunciazione.
Il territorio si estende su 15.995 km² ed è suddiviso in 35 parrocchie.

## Storia
La diocesi è stata eretta il 13 gennaio 1962 con la bolla Ineunte vere di papa Giovanni XXIII, ricavandone il territorio dalla diocesi di Sacramento (contee di Calaveras, Mono, San Joaquin, Stanislaus e Tuolumne) e dall'arcidiocesi di San Francisco (contea di Solano).
Il 9 agosto 1963, con la lettera apostolica Angelica salutatio, papa Paolo VI ha proclamato la Beata Maria Vergine Annunziata (Beatissimam Virginem Mariam ab Angelo salutatam, seu sub titulo «Annuntiationis») patrona principale della diocesi.
Il 15 settembre 1966 la diocesi si è ampliata incorporando la contea di Alpine, precedentemente compresa nella diocesi di Sacramento.
Nel 2012 la diocesi è stata coinvolta in uno scandalo riguardante gli abusi sessuali su minori da parte di un suo sacerdote, Michael Kelly. La diocesi ha accettato di patteggiare una causa civile in cui era accusata da una vittima di Kelly, che negli anni '80 aveva abusato di quello che all'epoca era un chierichetto. L'accordo prevede il versamento di 3,75 milioni di dollari alla vittima.

## Cronotassi dei vescovi
Si omettono i periodi di sede vacante non superiori ai 2 anni o non storicamente accertati.
- Hugh Aloysius Donohoe † (27 gennaio 1962 - 22 agosto 1969 nominato vescovo di Fresno)
- Merlin Joseph Guilfoyle † (12 novembre 1969 - 4 settembre 1979 dimesso)
- Roger Michael Mahony (15 febbraio 1980 - 16 luglio 1985 nominato arcivescovo di Los Angeles)
- Donald William Montrose † (17 dicembre 1985 - 18 gennaio 1999 dimesso)
- Stephen Edward Blaire † (18 gennaio 1999 - 23 gennaio 2018 ritirato)
- Myron Joseph Cotta, dal 23 gennaio 2018

## Statistiche
La diocesi nel 2022 su una popolazione di 1.458.140 persone contava 237.657 battezzati, corrispondenti al 16,3% del totale.
| anno | popolazione | popolazione | popolazione | presbiteri | presbiteri | presbiteri | presbiteri                | diaconi | religiosi | religiosi | parrocchie |
| anno | battezzati  | totale      | %           | numero     | secolari   | regolari   | battezzati per presbitero | diaconi | uomini    | donne     | parrocchie |
| ---- | ----------- | ----------- | ----------- | ---------- | ---------- | ---------- | ------------------------- | ------- | --------- | --------- | ---------- |
| 1966 | 86.337      | 481.000     | 17,9        | 68         | 48         | 20         | 1.269                     |         | 31        | 132       | 28         |
| 1970 | 92.100      | 504.000     | 18,3        | 82         | 57         | 25         | 1.123                     | 2       | 27        |           | 30         |
| 1976 | 104.522     | 564.110     | 18,5        | 85         | 60         | 25         | 1.229                     |         | 30        | 105       | 31         |
| 1980 | 112.610     | 628.960     | 17,9        | 84         | 52         | 32         | 1.340                     | 1       | 38        | 93        | 31         |
| 1990 | 163.058     | 900.190     | 18,1        | 89         | 58         | 31         | 1.832                     | 18      | 38        | 72        | 31         |
| 1999 | 171.622     | 1.069.310   | 16,0        | 89         | 68         | 21         | 1.928                     | 35      | 4         | 66        | 32         |
| 2000 | 183.000     | 1.069.310   | 17,1        | 89         | 80         | 9          | 2.056                     | 34      | 12        | 81        | 32         |
| 2001 | 205.350     | 1.102.053   | 18,6        | 88         | 74         | 14         | 2.333                     | 34      | 18        | 64        | 32         |
| 2002 | 216.919     | 1.122.741   | 19,3        | 94         | 79         | 15         | 2.307                     | 34      | 20        | 54        | 32         |
| 2003 | 204.318     | 1.175.538   | 17,4        | 87         | 73         | 14         | 2.348                     | 32      | 17        | 69        | 33         |
| 2004 | 207.493     | 1.234.010   | 16,8        | 89         | 73         | 16         | 2.331                     | 41      | 21        | 66        | 33         |
| 2010 | 233.152     | 1.312.111   | 17,8        | 95         | 83         | 12         | 2.454                     | 47      | 16        | 61        | 34         |
| 2014 | 240.000     | 1.351.000   | 17,8        | 92         | 77         | 15         | 2.608                     | 46      | 17        | 49        | 36         |
| 2016 | 250.692     | 1.361.162   | 18,4        | 97         | 83         | 14         | 2.584                     | 51      | 15        | 51        | 35         |
| 2017 | 253.600     | 1.376.940   | 18,4        | 89         | 78         | 11         | 2.849                     | 55      | 12        | 40        | 35         |
| 2020 | 226.482     | 1.417.260   | 16,0        | 102        | 84         | 18         | 2.220                     | 43      | 19        | 50        | 35         |
| 2022 | 237.657     | 1.458.140   | 16,3        | 86         | 72         | 14         | 2.763                     | 59      | 14        | 42        | 35         |